# 帕雷泽西陨石坑
帕雷泽西陨石坑（Palitzsch）是位于月球正面东南部的一座撞击坑，其名称由约翰·希罗尼穆斯·施罗特取自十八世纪德国博物学家、自学成才的天文学家约翰·格奥尔格·帕利奇，1935年被国际天文学联合会批准接受。

## 特征描述

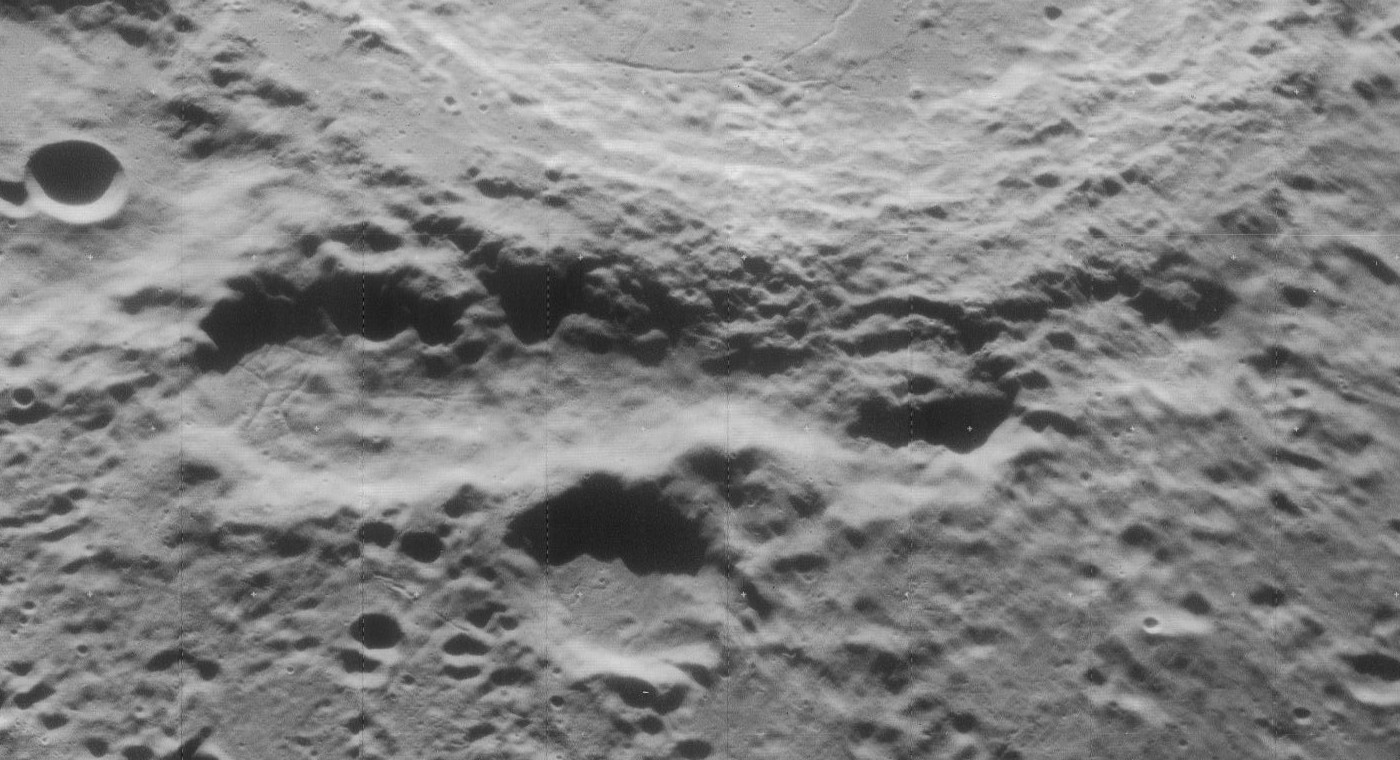
月球轨道器4号拍摄的斜视图，面朝西。

帕雷泽西陨石坑坐落在丰富海和南海间的高地区，靠近培特威物斯环形山东南边缘，西南与哈泽环形山接壤，而东南方100多公里处则是勒让德环形山和亚当斯环形山。帕雷泽西陨石坑东北边缘构成了帕雷泽西月谷的南端，一条沿帕雷泽西陨石坑东侧延伸约110公里的细长月谷。陨坑中心点月面坐标为南纬 28.02°、东经64.39°，直径41.9公里，深约2870米。
帕雷泽西陨石坑磨损明显，边沿相对较低且不太起眼，北侧坑壁几乎与周边地形融为一体，与帕雷泽西月谷的起点也没有明确的分界，杯形的坑底表面上遍布着众多沟槽，其中一些伸入到月谷中。该陨坑与月谷一起形成一片下凹的洼地。

## 卫星陨石坑

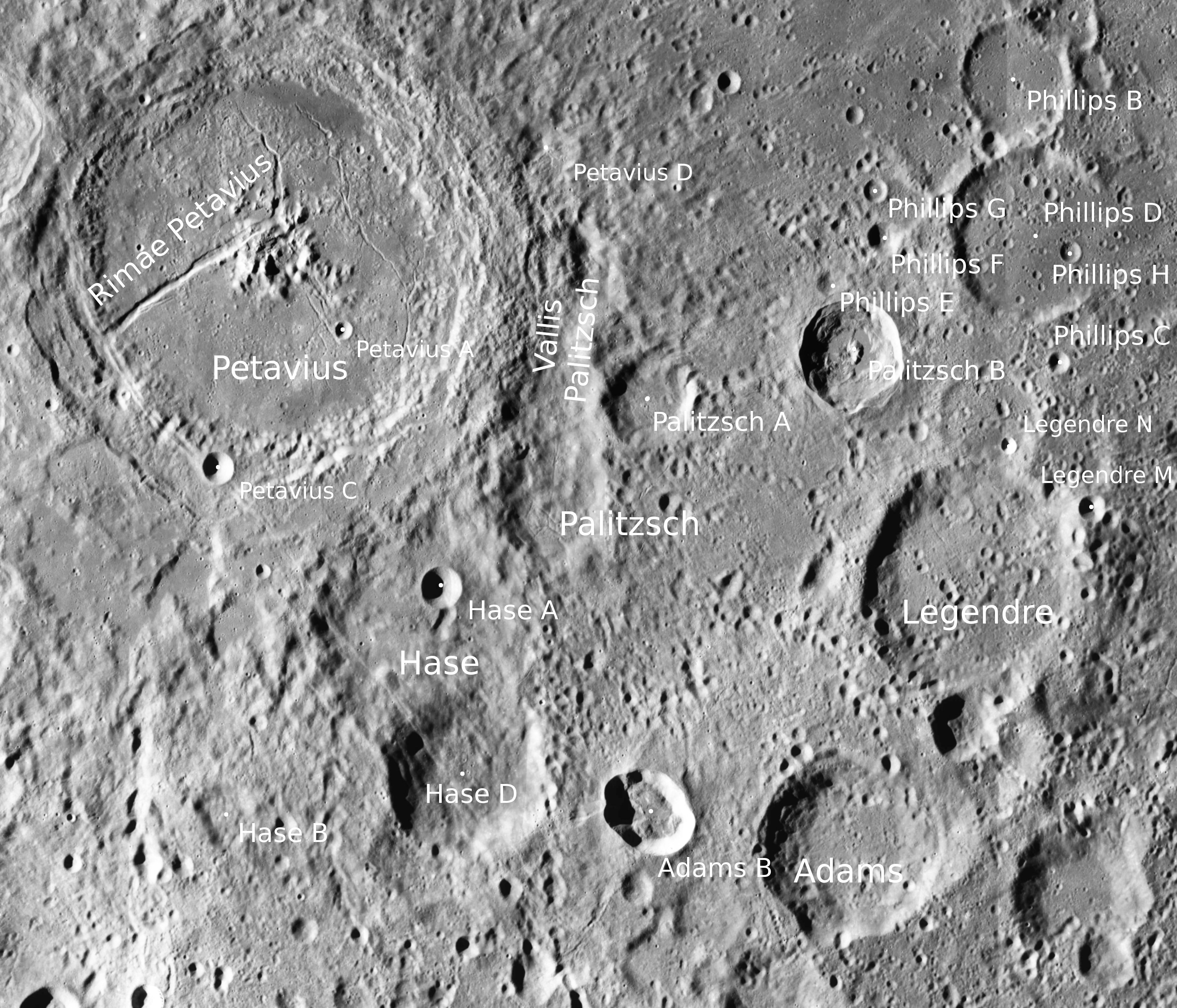
月球勘测轨道飞行器拍摄.

按惯例，最靠近帕雷泽西陨石坑的卫星坑，将通过在其陨坑中心点旁放置一字母而在月球地图上标示出来。
| 帕雷泽西 | 纬度    | 经度    | 直径    |
| -------- | ------- | ------- | ------- |
| A        | 26.9° S | 65.8° E | 31 公里 |
| B        | 26.4° S | 68.4° E | 39 公里 |

由于有辐射纹的缘故，卫星坑“帕雷泽西 B”被确认为属于哥白尼纪特征的一部分。 

## 帕雷泽西月谷
帕雷泽西月谷（拉丁文：Vallis Palitzsch），外形宛如一把吉它，中心点月面坐标为：南纬26.4°、东经64.3°，它起源于帕雷泽西陨石坑东北端，沿佩塔维斯山边缘向北延伸110公里至直径约20公里的卫星坑“佩塔维斯 D”附近，东侧是直径33公里的卫星坑“-帕雷泽西 A”。